# Liste der Kulturdenkmale in Kamern
In der Liste der Kulturdenkmale in Kamern  sind alle  Kulturdenkmale der Gemeinde Kamern und ihrer Ortsteile aufgelistet. Grundlage ist das Denkmalverzeichnis des Landes Sachsen-Anhalt, das auf Basis des Denkmalschutzgesetzes des Landes Sachsen-Anhalt vom 21. Oktober 1991 durch das Landesamt für Denkmalpflege und Archäologie Sachsen-Anhalt erstellt und seither laufend ergänzt wurde (Stand: 31. Dezember 2021).

## Kulturdenkmale nach Ortsteilen

### Kamern
| Lage                                          | Bezeichnung  | Beschreibung | Erfassungs- nummer | Ausweisungsart | Bild         |
| --------------------------------------------- | ------------ | ------------ | ------------------ | -------------- | ------------ |
| Straße nach Neukamern, im Wald (Karte)        | Wegweiser    |              | 094 98459          | Kleindenkmal   | Wegweiser    |
| Chausseestraße Abzweig nach Neukamern (Karte) | Distanzstein |              | 094 98457          | Kleindenkmal   | Distanzstein |
| Chausseestraße vor Nr. 15 (Karte)             | Wegweiser    |              | 094 98458          | Kleindenkmal   | Wegweiser    |
| Dorfstraße (Karte)                            | Gedenkstätte |              | 094 98460          | Baudenkmal     | Gedenkstätte |
| Dorfstraße 3 (Karte)                          | Schmiede     |              | 094 98461          | Baudenkmal     | Schmiede     |
| Dorfstraße 15 (Karte)                         | Bauernhaus   |              | 094 35814          | Baudenkmal     | Bauernhaus   |
| Dorfstraße 19 (Karte)                         | Bauernhaus   |              | 094 98464          | Baudenkmal     | Bauernhaus   |
| Dorfstraße 37 (Karte)                         | Kirche       |              | 094 98466          | Baudenkmal     | Kirche       |
| Hunnenberg 28                                 | Gasthof      | Hedemicke    | 094 35813          | Baudenkmal     | Gasthof      |

### Hohenkamern
| Lage                                                   | Bezeichnung | Beschreibung    | Erfassungs- nummer | Ausweisungsart | Bild |
| ------------------------------------------------------ | ----------- | --------------- | ------------------ | -------------- | ---- |
| Hohenkamern 16, 17, 20, 21, 22, 23, 24, 25, 26 (Karte) | Gutshof     | Gut Hohenkamern | 094 98463          | Baudenkmal     | BW   |

### Neukamern
| Lage                                     | Bezeichnung  | Beschreibung | Erfassungs- nummer | Ausweisungsart | Bild |
| ---------------------------------------- | ------------ | ------------ | ------------------ | -------------- | ---- |
| Ortseingang (Karte)                      | Distanzstein |              | 094 98467          | Kleindenkmal   | BW   |
| Dorfstraße 5, 6, 7, 8, 9, 10, 11 (Karte) | Straßenzeile |              | 094 98468          | Denkmalbereich | BW   |

### Rehberg
| Lage                                | Bezeichnung | Beschreibung | Erfassungs- nummer | Ausweisungsart | Bild      |
| ----------------------------------- | ----------- | ------------ | ------------------ | -------------- | --------- |
| Dorfstraße (Karte)                  | Kirche      |              | 094 98469          | Baudenkmal     | BW        |
| Dorfstraße gegenüber Nr. 61 (Karte) | Wegweiser   |              | 094 98474          | Kleindenkmal   | Wegweiser |
| Dorfstraße 2 (Karte)                | Wohnhaus    |              | 094 98470          | Baudenkmal     | BW        |
| Dorfstraße 32 (Karte)               | Landhaus    |              | 094 98471          | Baudenkmal     | Landhaus  |
| Dorfstraße 49 (Karte)               | Wohnhaus    |              | 094 98472          | Baudenkmal     | Wohnhaus  |
| Dorfstraße 61 (Karte)               | Armenhaus   |              | 094 98473          | Baudenkmal     | Armenhaus |

### Schönfeld
| Lage                                    | Bezeichnung  | Beschreibung | Erfassungs- nummer | Ausweisungsart | Bild           |
| --------------------------------------- | ------------ | --- | ------------------ | -------------- | -------------- |
| B 107, Abzweig Richtung Mahlitz (Karte) | Wegweiser    | | 094 50261          | Kleindenkmal   | BW             |
| B 107, Abschnitt 39, km 5,8 (Karte)     | Distanzstein | | 094 36343          | Kleindenkmal   | Distanzstein   |
| Dorfstraße (Karte)                      | Kirche       | gotische Backsteinkirche 15. Jh. (laut Dehio von 2002) mit Westquerturm mit Blendengiebeln; Schiff und Chor außer den unteren westlichen Wandbereichen später stark verändert, Innenstufe des Nordportals mögl. neuzeitlich ersetzt | 094 36314          | Baudenkmal     | Weitere Bilder |
| Dorfstraße 21 (Karte)                   | Bauernhof    | | 094 36309          | Baudenkmal     | Bauernhof      |
| Dorfstraße 24 (Karte)                   | Bauernhaus   | | 094 36310          | Baudenkmal     | Bauernhaus     |
| Dorfstraße 30 (Karte)                   | Bauernhaus   | | 094 35801          | Baudenkmal     | BW             |
| Dorfstraße 32 (Karte)                   | Bauernhaus   | | 094 35802          | Baudenkmal     | Bauernhaus     |
| Dorfstraße 34 (Karte)                   | Bauernhaus   | | 094 36311          | Baudenkmal     | Bauernhaus     |
| Dorfstraße 40 (Karte)                   | Bauernhaus   | Lt. Denkmalviewer Adresse Dorfstr. 40a | 094 36312          | Baudenkmal     | Bauernhaus     |
| Dorfstraße 50 (Karte)                   | Bauernhaus   | | 094 36313          | Baudenkmal     | Bauernhaus     |

### Wulkau
| Lage                                                                        | Bezeichnung | Beschreibung | Erfassungs- nummer | Ausweisungsart | Bild           |
| --------------------------------------------------------------------------- | ----------- | ------------ | ------------------ | -------------- | -------------- |
| Dorfstraße 26 1. Haus an der Mündung des Seeweges in die Dorfstraße (Karte) | Bauernhof   |              | 094 50280          | Baudenkmal     | Bauernhof      |
| Dorfstraße 35, 36 (Karte)                                                   | Bauernhof   |              | 094 50279          | Baudenkmal     | Bauernhof      |
| Wulkauer Dorfstraße (Karte)                                                 | Kirche      |              | 094 50278          | Baudenkmal     | Weitere Bilder |

## Ehemalige Kulturdenkmale nach Ortsteilen
Die nachfolgenden Objekte waren ursprünglich ebenfalls denkmalgeschützt oder wurden in der Literatur als Kulturdenkmale geführt. Die Denkmale bestehen heute jedoch nicht mehr, ihre Unterschutzstellung wurde aufgehoben oder sie werden nicht mehr als Denkmale betrachtet.

### Kamern
| Lage                  | Bezeichnung | Beschreibung                                                                          | Erfassungs- nummer | Ausweisungsart | Bild     |
| --------------------- | ----------- | ------------------------------------------------------------------------------------- | ------------------ | -------------- | -------- |
| Dorfstraße 9 (Karte)  | Bauernhaus  |                                                                                       | 094 98462          | Baudenkmal     | BW       |
| Dorfstraße 27 (Karte) | Wohnhaus    | Im Jahr 2021 nach einer genehmigten Zerstörung aus dem Denkmalverzeichnis gestrichen. | 094 98465          | Baudenkmal     | Wohnhaus |

## Legende
In den Spalten befinden sich folgende Informationen:
- Lage: Nennt den Straßennamen und wenn vorhanden die Hausnummer des Kulturdenkmals. Die Grundsortierung der Liste erfolgt nach dieser Adresse. Der Link „Karte“ führt zu verschiedenen Kartendarstellungen und nennt die geographischen Koordinaten.
Link zu einem Kartenansichtstool, um Koordinaten zu setzen. In der Kartenansicht sind Baudenkmale ohne Koordinaten mit einem roten bzw. orangen Marker dargestellt und können in der Karte gesetzt werden. Baudenkmale ohne Bild sind mit einem blauen bzw. roten Marker gekennzeichnet, Baudenkmale mit Bild mit einem grünen bzw. orangen Marker.
- Offizielle Bezeichnung: Nennt den Namen, die Bezeichnung oder zumindest die Art des Kulturdenkmals und verlinkt, soweit vorhanden, auf den Artikel zum Objekt.
- Beschreibung: Nennt bauliche und geschichtliche Einzelheiten des Kulturdenkmals, vorzugsweise die Denkmaleigenschaften.
- Erfassungsnummer: Für jedes Kulturdenkmal wird in Sachsen-Anhalt eine 20stellige Erfassungsnummer vergeben. Die letzten zwölf Ziffern werden für die Untergliederung nach Teilobjekten genutzt und werden nur angegeben, soweit vergeben. In dieser Spalte kann sich folgendes Icon  befinden, dies führt zu Angaben zu diesem Baudenkmal bei Wikidata.
- Ausweisungsart: Die Einordnung des Denkmales nach § 2 Abs. 2 DenkmSchG LSA
- Bild: Ein Bild des Denkmales, und gegebenenfalls einen Link zu weiteren Fotos des Kulturdenkmals im Medienarchiv Wikimedia Commons. Wenn man auf das Kamerasymbol klickt, können Fotos zu Kulturdenkmalen aus dieser Liste hochgeladen werden: